# Vereeniging voor Verbetering van Vrouwenkleeding

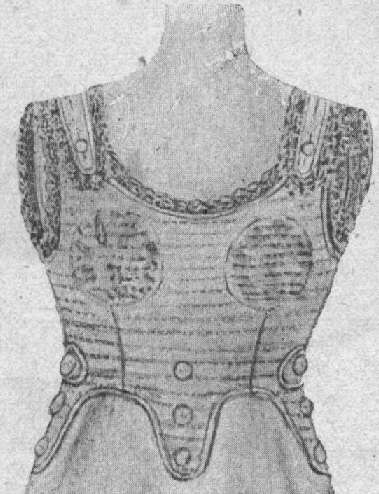
Reform-BH uit 1908

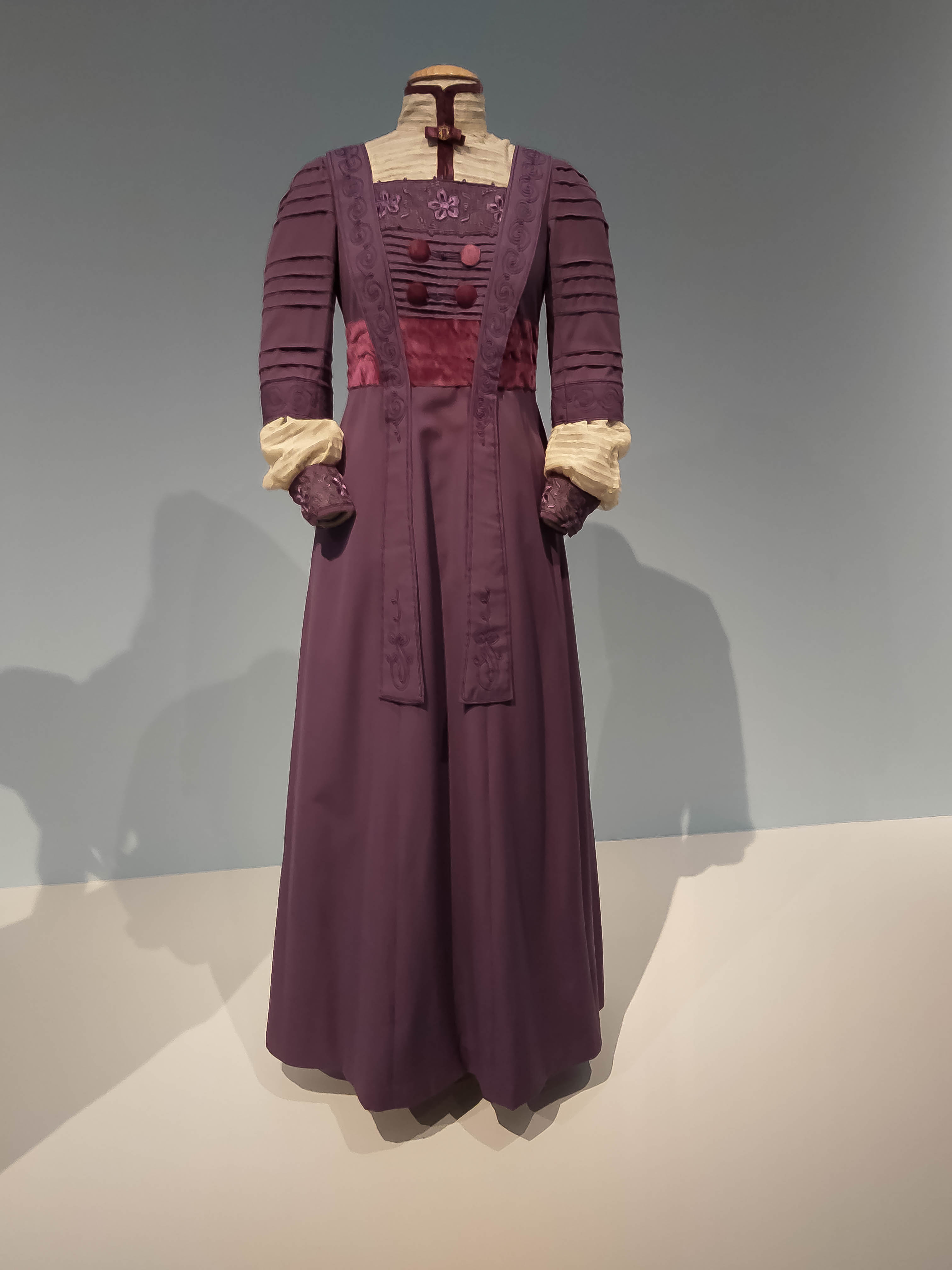
Reformjapon, ca. 1905-1910

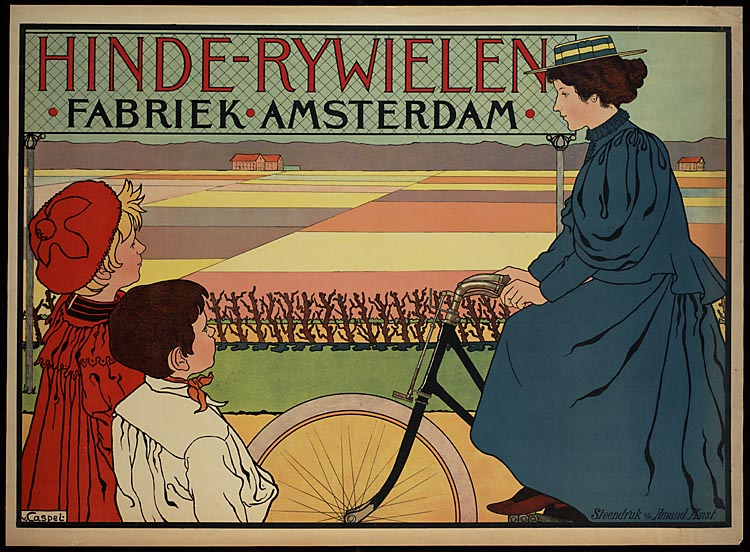
Wielrijdster (ca. 1898)

De Vereeniging voor Verbetering van Vrouwenkleeding (V.v.V.v.V.) was een Nederlandse beweging tussen 1899 en 1926, die pleitte voor kleding waarin vrouwen zich beter konden bewegen. Het lichaam moest lucht en bewegingsvrijheid krijgen in plaats van ingesnoerd te worden. Een speerpunt van de beweging was dan ook de afschaffing van het korset.

## Grondslag
De vrouwenkleding zoals die tot die tijd werd gedragen, werd niet geschikt geacht voor de nieuwe activiteiten die sinds kort door vrouwen werden ontplooid, zoals tennissen, zwemmen en fietsen. Niet toevallig speelden Betsy Kerlen, wielrenster en zwemster en Anna Hesterman, eveneens wielrenster, een rol in de beweging.
De kleding die de V.v.V.v.V. voorstond was die waarin vrouwen konden ‘loopen, zitten en werken; dat wij ons zonder vreemde hulp kunnen aan- en uitkleeden, dat wij onze zakdoek, onze beurs, onze sleutels bij ons kunnen dragen, dat onze japon niet den vloer veegt, dat onze hoeden passen op ons hoofd (...)’. Ook de zedelijkheid van bepaalde kledingstukken liet volgens velen te wensen over.
Als antwoord werd de reformjurk ontworpen. Een loszittend model jurk dat zonder korset werd gedragen en slechts weinig versiering kende. Met name het insnoeren van de taille met een korset werd door de aanhangers van de reformgedachte als ongezond gezien en veel vrouwelijke artsen juichten de afschaffing van het korset toe. Het fenomeen reformjurk was echter geen lang leven beschoren. Draagsters ontmoetten veel afkeuring voor hun vaak weinig flatteuze ‘hobbezak’ en paradoxaal genoeg werd de jurk door critici alsnog aanstootgevend gevonden, want door de wind konden de contouren van een dij of borst worden gezien. De reformjurk verdween dan ook al spoedig uit het modebeeld.
Dit pleidooi voor betere kleding maakte deel uit van de opkomende reformstroming in Europa waarin meer aandacht was voor de natuur en de natuurlijke mens. Voeding, kleding en woninginrichting zouden volgens de reformaanhangers meer in overeenstemming met de natuur moeten zijn. Ook een leven met meer beweging, licht en lucht voor de mens maakte deel uit van deze ideeën.

## Geschiedenis

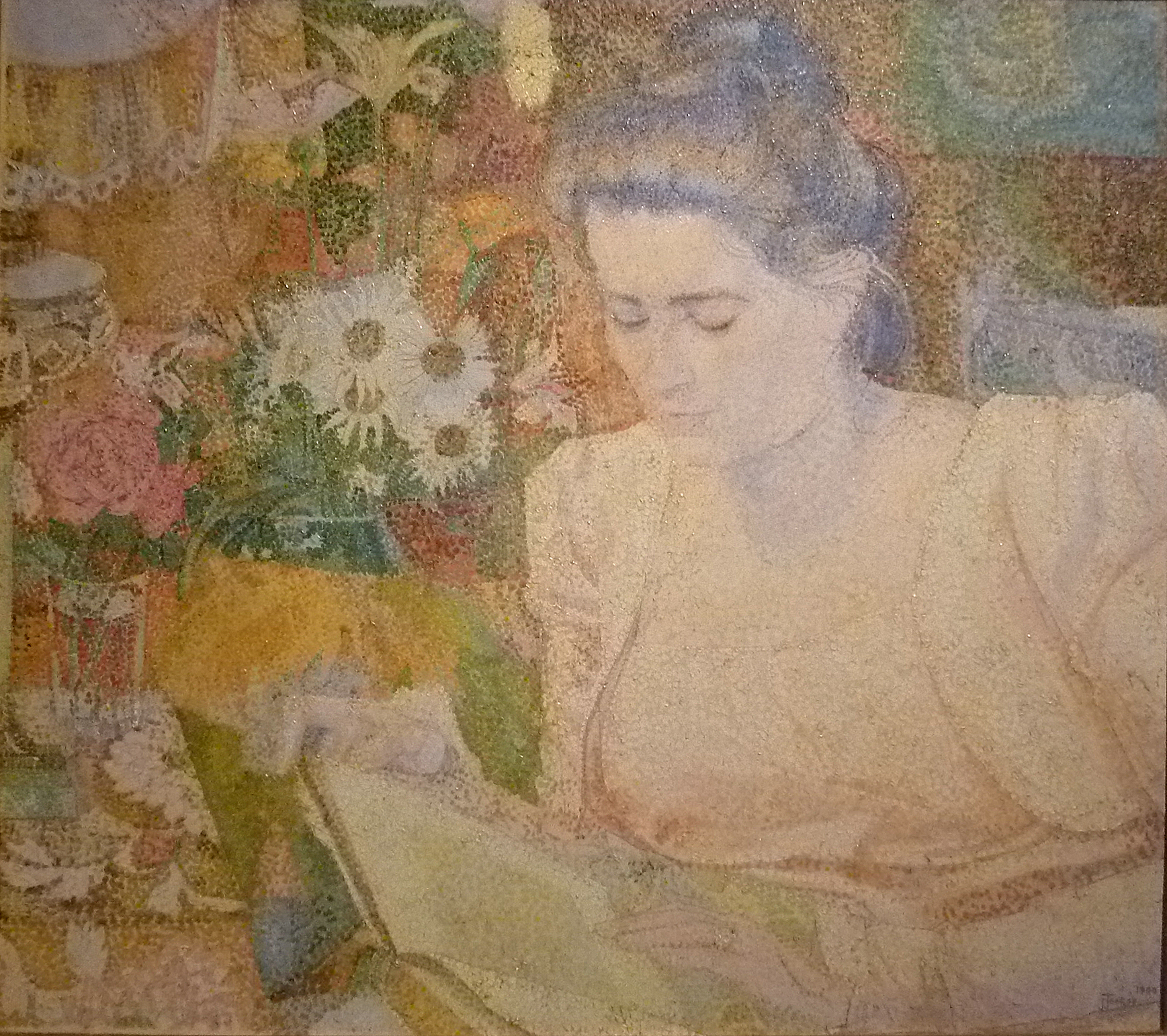
Portret van Marie Jeanette de Lange (1900), de eerste voorzitter van de V.v.V.v.V. door Jan Toorop.

De vereniging werd in 1899 opgericht. De eerste voorzitter was Marie Jeanette de Lange. Vergaderingen werden vaak in haar huis in Den Haag gehouden. Het ledenaantal van de vereniging vertoonde een snelle groei. In april 1900, nog geen jaar na de oprichting, telde ze 650 leden, in september 1903 een kleine 2.000. Het ledental zou jaren rond de 2.000 blijven schommelen, na 1910 kwam er een gestage daling. Een van de leden van het eerste uur was modetekenaar en illustrator Berhardina Midderigh-Bokhorst.
In 1902 ontstond binnen het bestuur een richtingenstrijd tussen met name de Haagse en de Amsterdamse leden. De eersten hoopten een omslag te bereiken bij de ontwerpers en fabrikanten van confectiekleding, terwijl de tweeden zich wilden richten op de werkende vrouw. De tegenstelling leidde tot een conflict over de toelaatbaarheid van de sleep of het uitgangspunt van een "voetvrije japon". De Haagse leden traden uit het bestuur en uit de vereniging.
De V.v.V.v.V. had een eigen maandblad, het Maandblad der Vereeniging voor Verbetering van Vrouwenkleeding, waarin werd geschreven over de betere kleding en waarin elke maand een knippatroon verscheen, waarmee vrouwen of hun naaisters zelf aan de slag konden gaan. Een Centrale Keuringscommissie beoordeelde ingezonden voorbeelden, meest van reformondergoed, dat fabrikanten en winkeliers wilden gaan vervaardigen.
De inspanningen van de Vereniging leidden in 1909 tot de oprichting van een school: de Vakschool voor Verbetering van Vrouwen- en Kinderkleeding, met Marie Faddegon als directrice. Aan deze beroepsopleiding - een novum, want tot die tijd werd naaien slechts voor het huishouden onderwezen - werden meisjes opgeleid tot naaister volgens de reformprincipes. Er werd ook aangesloten bij de moderne kunst van die tijd door teken- en ontwerplessen en door kunstgeschiedenisonderwijs, waarbij zeer veel aandacht werd geschonken aan het werk van moderne architecten en kunstenaars, zoals H.P. Berlage, Jac. van den Bosch en Gustaaf van de Wall Perné.
De V.v.V.v.V. trachtte de nieuwe dracht onder alle lagen van de bevolking te verspreiden, maar verreweg de meeste leden behoorden toch tot de middenstand of de gegoede klassen. De vrouwen die overgingen tot het dragen van reformjaponnen waren idealisten, streden voor vrouwenkiesrecht en velen van hen oefenden een beroep uit waarmee zij in hun eigen onderhoud voorzagen.
In 1926 kwam er een einde aan de Vereniging. Hoewel er nog veel kritiek op de mode van die tijd was, vond de Vereniging toch dat een aantal doelen bereikt was en de mode een stuk vrouwvriendelijker geworden was.
- Virtual International Authority File: 134498602